# Estação Maison Blanche
Maison Blanche é uma estação das linhas 7 e 14 do Metrô de Paris, localizada no 13.º arrondissement de Paris.

## Localização
A estação está sob a avenue d'Italie, entre as ruas Caillaux e Bourgon, perto da porte d'Italie.
É a última estação do tronco comum da linha, antes dos ramais Ivry-sur-Seine e Villejuif.

## História
A estação foi aberta em 7 de março de 1930 na extensão da linha 10 entre Place d'Italie e Porte de Choisy.
O trecho da linha 10 entre Jussieu e Porte de Choisy foi transferido para a linha 7 em 26 de abril de 1931.
Este bairro de Paris leva o seu nome de uma pousada chamada "Maison Blanche" ("Casa Branca"). A rue de la Maison-Blanche se situa a várias centenas de metros ao norte, perto da estação Tolbiac.

### Abrigo anti-gás
Maison Blanche faz parte de duas estações equipadas, durante a sua construção, para ser abrigo de ataques químicos. A segunda estação foi Place des Fêtes.
O túnel foi então equipado com portas estanques no ar que permitiria a população a se refugiar na estação em caso de ataque. Pelo menos duas destas portas ainda estão no local no túnel nas imediações da estação.

### Atentado de 1995
Um atentado foi perpetrado por um grupo islamista argeliano (GIA) nas proximidades da estação em 6 de outubro de 1995. Um cilindro de gás depositado em uma lata de lixo foi descoberto por um carteiro, mas ela explodiu enquanto os policiais estabeleceram um perímetro de segurança. O balanço é de 18 feridos.
O local foi escolhido em referência às circunstâncias da prisão de Khaled Kelkal, um dos principais instigadores do atentado do RER B em Saint-Michel. Poucos dias antes, em 29 de setembro de 1995, a polícia matou Kelkal no curso de sua interpelação no lugarejo Maison Blanche, perto de Vaugneray (Ródano).

### Frequência
Em 2011, 2 155 971 passageiros entraram nesta estação. Ela viu entrar 2 122 847 passageiros em 2013, o que a coloca na 241ª posição das estações de metrô por sua frequência em 302.

## Serviços aos Passageiros

### Acessos

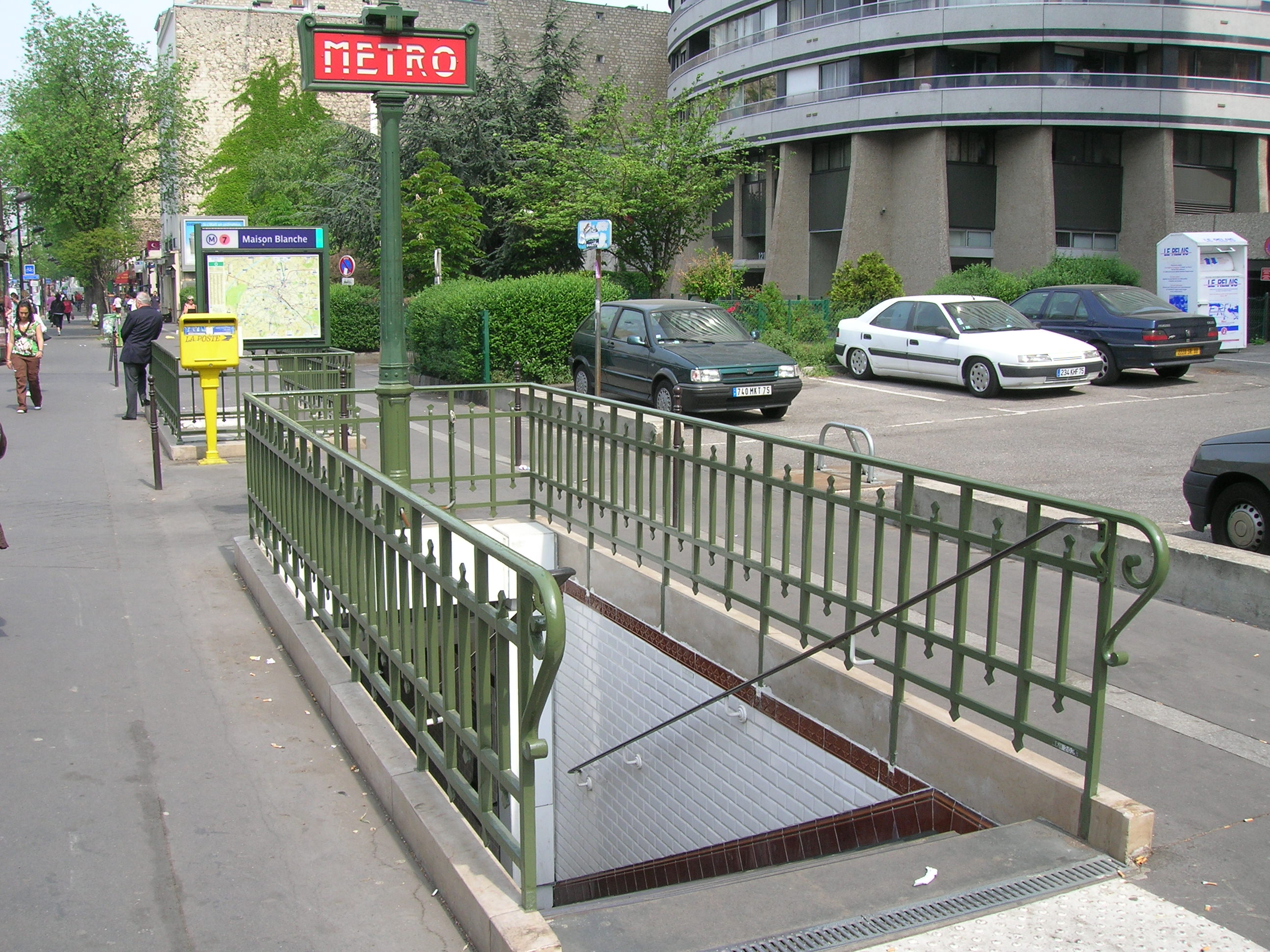
Acesso do 119 da avenue d'Italie.

A estação tem quatro acessos em frente aos números 103, 119, 144 e 162 da avenue d'Italie.

### Plataformas
Maison Blanche é uma estação de configuração padrão: ela possui duas plataformas laterais, separadas pelas vias do metrô e a abóbada é elíptica. A decoração é do estilo utilizado pela maioria das estações de metrô: a faixa de iluminação é branca e arredondada no estilo "Gaudin" da renovação do metrô da década de 2000, e as telhas em cerâmica branca biseladas recobrem os pés-direitos, a abóbada e o tímpano. Os quadros publicitários são em faiança da cor de mel e o nome da estação é também em faiança. Os assentos são do estilo "Motte" de cor azul.

### Intermodalidade
A estação é servida pela linha 47 e pela do serviço urbano La Traverse Bièvre Montsouris da rede de ônibus RATP.

## Projeto de extensão da linha 14

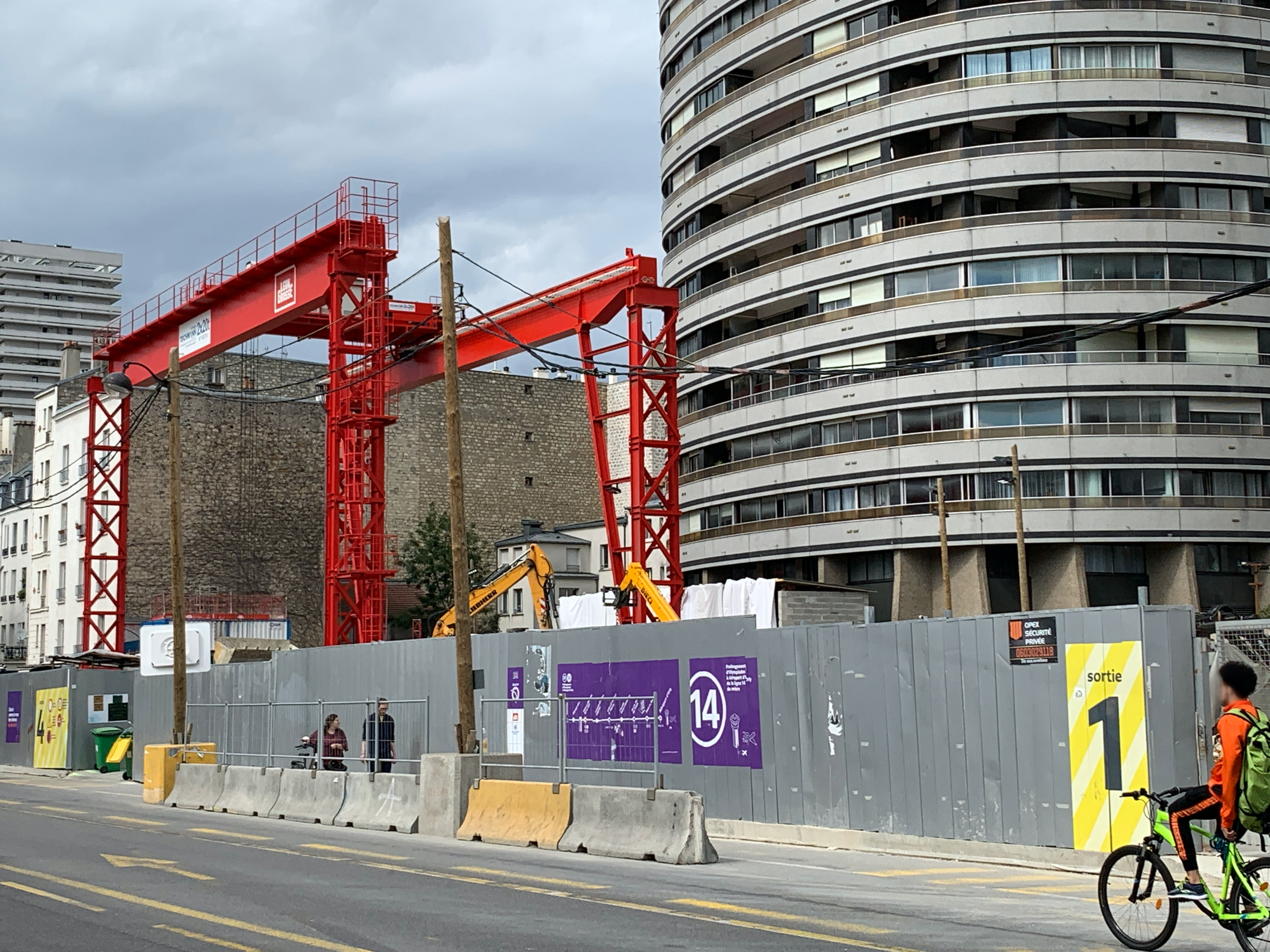
Canteiro da estação da linha 14, em junho de 2020

No âmbito da extensão ao sul da linha 14, sob controle de obras da Société du Grand Paris, em direção do Aeroporto de Orly, a estação deverá se tornar em 2024 uma estação de correspondência entre as duas linhas, sob o nome "Maison Blanche – Paris XIIIe". Ela acolherá uma estação Véligo. Esta será a única estação do Grand Paris Express situada em Paris.
A estação será implantada entre a rue Caillaux e rue Tagore, ao longo da avenue d'Italie, a leste da atual estação de metrô da linha 7. O acesso às plataformas da linha 14 e da linha 7 se fará depois do centro do grande pátio onde serão situados os acessos ao metrô. Os passageiros poderão usar as escadas rolantes ou os elevadores para acesso às plataformas. A partir das plataformas, situadas em cerca de 21 metros de profundidade, a correspondência com a linha 7 do metrô se fará pelo mezanino. A superfície pavimentada permitirá ir ao bonde da linha T3a ou ao pólo de ônibus da Porte d'Italie.
O projeto da estação está a cargo do consórcio conduzido pela engenharias SETEC TPI e SYSTRA e pela agência de arquitetura Groupe-6.
As obras preparatórias se desenrolaram de novembro de 2016 até o final de 2017. A construção da estação começou em 2018 para uma inauguração em 2024. Ela foi atribuída em março de 2018 a Léon Grosse em consórcio com Soletanche Bachy France.

## Cultura
A estação é usada como cenário para uma cena importante do romance de Günter Grass O Tambor (1960), no qual o herói, Oscar Matzerath, vê os inspetores parando enquanto ele se dirige para a saída usando a escada rolante.

## Pontos turísticos
- Quartier de la Maison-Blanche
- Bairro Asiático